# Mankells Wallander: Das Schmetterling-Tattoo
Das Schmetterlings-Tattoo (schwedisch: Saknaden) ist ein schwedischer Fernsehfilm aus dem Jahr 2013.
Es handelt sich um die vierte Folge der dritten Staffel, also die insgesamt dreißigste Folge der schwedischen Kriminalserie Mankells Wallander mit Krister Henriksson in der Hauptrolle. Die Erstausstrahlung in Schweden fand am 30. Juli 2013 auf TV4 statt; die deutschsprachige Erstausstrahlung erfolgte am 1. Januar 2014 auf Das Erste.

## Handlung
Da sich seine Aussetzer in letzter Zeit gehäuft haben, ist Wallander gerade in der Klinik und lässt sich einem neurologischen Test unterziehen. Die Ärztin rät ihm, bei einigen Tätigkeiten wie zum Beispiel Autofahren vorsichtig zu sein, und gibt ihm einen nächsten Termin.
Als Beas Kindergartengruppe in der Natur einen Ausflug macht, sieht sie einen Baggerfahrer bei der Arbeit. Er wird von Bea bei der Arbeit gestoppt, weil sie in dem Erdloch, das er gerade aushebt, Reste einer Frauenleiche entdeckt hat. Als Wallander und Linda am Fundort ankommen, hat die Polizei schon einige Teile der Leiche geborgen. Nyberg hat auch den Schmuck gefunden, den die Frau getragen hat.
Laut Gerichtsmedizin war das Opfer 17–18 Jahre alt und war wahrscheinlich nicht sehr groß. Sie lag zwei Wochen in der Erde und ist die gleiche Zeit tot. Die Füllungen in den Zähnen deuten darauf hin, dass sie aus einem osteuropäischen Land stammte. Ihre ursprünglich dunkelblonden Haare sind gefärbt. Aller Wahrscheinlichkeit nach wurde sie erwürgt oder ist verblutet. Sie wurde mit einem sehr einfachen Werkzeug zerstückelt.
Am Abend besucht Wallander Bea, um sie nach dem Erlebnis des Leichenfundes zu trösten.
Am nächsten Morgen findet Nyberg die restlichen Leichenteile, nur der Unterleib fehlt noch. Die Tote hatte ein Tattoo, dass aber aufgrund des Zustandes der Leiche noch nicht identifizierbar ist. Die Leichenteile waren nicht besonders tief vergraben; der Täter hatte es anscheinend eilig. Es meldet sich eine Zeugin, die in der Notrufzentrale arbeitet und den Notruf einer Rumänisch sprechenden Frau reinbekommen hat.
Im Rotlichtviertel will die Polizei einen verdächtigen Freier vernehmen, der jedoch flüchtet. Die Polizei stürmt eine Wohnung mit Prostituierten. Wallander vernimmt Kennet, einen Freier, der schon zehn Verurteilungen hat, doch es kommt nicht Verwertbares dabei raus. Hermansson findet heraus, zu wem der Wagen des flüchtenden Freiers gehört. Es handelt sich um den weißrussische Modelscout Tigran Perski von einer Firma namens Superstarmodels. Er wirbt Frauen au dem Osten an, die angeblich bei ihm als Models arbeiten können; später haben sie Schulden, die sie als Prostituierte bei ihm abarbeiten müssen. Er gibt an, die Tote nicht zu kennen. Linda befragt eine junge Frau aus Tigranes Studio, die aber nichts sagt. Wallander befragt nochmal Kennet, der Wallander sagen kann, dass er vor gut einem Jahr eine Rumänin namens Nadia mit Tätowierung an drei Tagen im September getroffen hat. Beim letzten Termin hatte sie einen Bluterguss am Auge. Bei seinem nächsten Anruf hieß es, dass sie angeblich nicht mehr da war.
Als Wallander sich im Frauenhaus Athena umhören will, trifft er die Frau wieder, die schon von Linda befragt wurde. Sie sagt aus, dass Nadia aus Moldawien stammte und ein Schmetterlings-Tattoo hatte. Sie überspielt einige Fotos von Nadia auf Wallanders Handy. Auf einem davon ist sie mit Bosse Herlitz zu sehen, Allgemeinmediziner am Ystader Krankenhaus, der ab und zu im Frauenhaus Athena arbeitet. Er behauptet, Nadia nicht zu kennen. Martinsson befragt Tigran Perski, der behauptet, das Foto von Nadias Tattoo aus dem Internet zu haben. Unterdessen beschwert sich Bosse Herlis bei Mattson, Wallander habe ihn vor seinen Kollegen eines Sexualverbrechens bezichtigt.
Mattson überreicht Wallander eine Liste von Interpol mit verschwundenen Mädchen, die der Beschreibung nach Nadia sein könnten. Eine Tatiana Lupu könnte passen, doch hat die lokale Polizei in Moldawien keine Zeit, den Kollegen in Ystad zu helfen. Wallander beschließt, hinzufahren und die Angelegenheit vor Ort zu klären. Ihr Vater identifiziert seine Tochter als die junge Frau, die tot aufgefunden wurde. Ihre Zwillingsschwester Livia erzählt, dass Tatiana bis vor zwei Jahren einen weisrussischen Modelfotografen mit einem Ohrring als Freund hatte, bis sie einen Modelwettbewerb gewonnen hat; dann hätte er ihr Arbeit versprochen. Letzten Februar kam ihre letzte E-Mail. Einige Wochen später waren 100.000 Kronen auf dem Konto ihres Vaters eingegangen. Während der Rückfahrt auf der Fähre sieht Wallander Tigran Perski mit vier jungen Models. Als Wallander bei der Heimfahrt mit Linda am Steuer sitzt, hat er wieder einen Aussetzer und baut beinahe einen Unfall. Im Krankenhaus wird bei ihm eine leichte Gehirnerschütterung von dem Beinahe-Unfall diagnostiziert. Er trifft auf Bosse Herlis, entschuldigt sich bei ihm, ist aber immer noch überzeugt davon, das er Nadia beziehungsweise Tatiana kannte. Wallanders Kollegen haben sich inzwischen die Bankkonten einiger Models der Agentur angeschaut, die auf zwielichtige Transaktionen und Steuerschulden hindeuten. Wallander hat von der moldawischen Polizei eine Übersicht von Verfahren gegen Tigran Perski mitgebracht, in denen die Belastungszeugen wenig später verschwunden sind. Martinsson will Tigran Perski vorladen.
Mattson bittet Linda, Wallander wegen seines Verhaltens gegenüber Bosse Herlitz auszurichten, dass er sich eine Zeitlang von dem Fall fernhalten soll. Im Gegensatz zu Martinsson hält Wallander Tigran Perski jedoch nicht für den Täter und will diesen selber ermitteln. Der Sozialarbeiter Johan Hermansson, der sich um Freier und Prostituierte kümmert, hält einen Verdienst von 100.000 Kronen für ziemlich hoch. Er kennt Bosse Herlitz, dieser sei aber kein Mann, der zu Prostituierten geht.
Als Wallander Klara vom Kindergarten abholt, fragt Bea ihn, ob sie sich am nächsten Abend sehen können.
Die Polizei stürmt das Fotostudio von Tigran Perski, der sofort mit dem Auto flieht. Die Polizei kann zwei der Models verhaften, die Frau, die Tatiana kennt, flieht jedoch.
Als Wallander am Abend bei Hans isst, fragt Klara ihn, ob er in Bea verliebt ist.
Das Verhör der beiden Models bringt keine neuen Erkenntnisse. Linda bringt sie ins Frauenhaus.
Zuhause sagt Linda Hans, dass sie schwanger ist.
Bei seinem nächsten Untersuchungstermin im Krankenhaus sieht Wallander Bosse Herlitz und folgt ihm in ein Industriegebiet, wo er Tigran Perski trifft.
Wallander geht mit Bea kegeln, sieht Tigran Perski und fragt ihn nach seiner Verbindung zu Bosse Herlitz. Als Tatiana sein Geld nicht rausrücken wollte, hätte Tigran Perski sie beruhigen müssen, aber nicht getötet. Tatiana wäre eine gierige Schlampe gewesen. Wallander weist Martinsson an, Tigran Perski zu verhaften, doch kommt Martinsson zu spät.
Das Model, das Tatiana kannte, meldet sich bei Linda. Tigran Perski hätte gedroht, Tatiana erst dann freizulassen, wenn Tatiana sich freikaufen kann. Da sie aber kein Geld hatte, hat Bosse Herlitz sie freigekauft.
Wallander und Bea kommen sich näher.
Da wird in einem Kanal Tatianas Unterleib gefunden. Tatjana war schwanger, der Fötus wurde herausgeschnitten.
Bosse Herlitz gibt Wallander gegenüber an, dass er Tatjana im Frauenhaus kennenlernte und sie eine Weile bei sich wohnen ließ. Irgendwann wollte sie jedoch nach Hause und habe ihm eine Karte geschickt. Er hätte sie jedoch nicht umgebracht und auch nicht den Fötus herausgeschnitten. Wallander ist sich inzwischen nicht mehr sicher, ob Bosse Herlitz der Täter ist, zumal Johan Hermansson der Meinung ist, Bosse Herlitz sei nicht der Typ Mann, der zu Prostituierten geht.
Bosse Herlitz stellt Johan Hermansson zur Rede, er hätte eine normale Abtreibungsklinik suchen sollen und dass sein Leben gerade in sich zusammenfällt. Johan Hermansson hingegen ist der Meinung, die Polizei könne Bosse Herlitz nichts, solange er nichts zugibt. Es kommt zum Streit zwischen den beiden, wobei Hermansson Herlitz die Klippe herunterstößt. Als die Leiche von Herlitz gefunden wird, kann die Gerichtsmedizin Selbstmord nicht ausschließen.
Linda findet heraus, dass Herlitz eine Schwester namens Jenny Hermansson, die Ehefrau von Johan Hermansson, hatte. Als diese von Bosses Tod im Radio hört, kommt ihr der Verdacht, ihr Mann könnte dahinterstecken. Wallander klingelt bei den beiden, doch niemand öffnet ihm. Als er daraufhin den Keller der Hermanssons durchsucht, findet er eine Matratze mit einem großen Blutfleck. Als Linda mit Martinsson dazukommt, verfolgt die Polizei die Hermanssons, die mit ihrem Baby im Auto fliehen. Johann Hermansson nimmt das Baby an sich und droht, mit dem Baby die Klippe runterzuspringen. Er gibt Herlitz die Schuld, weil dieser angefangen habe, rumzuschnüffeln. Niemand hätte das Baby haben wollen. Er und seine Frau hätten sich lange darum bemüht, ein Kind zu bekommen, und dann ihre Chance gesehen, als Herlitz um Hilfe gebeten hat. Bei der Geburt des Kindes sei Tatianas Plazenta verrutscht, doch seien sie mit ihr nicht ins Krankenhaus, weil man ihnen sonst das Baby weggenommen hätte. Die Hermanssons werden verhaftet. Matson will, dass Wallander wieder seinen Dienst antritt. Als das Jugendamt fragt, ob das Kind irgendwelche Angehörigen hat, kommt es zu Tatianas Vater und ihrer Schwester.
Die Bekannte von Tatiana geht weiter ihrer Prostituiertentätigkeit nach.
Wallander bekommt von der Klinik einen Brief mit der Nachricht, dass bei ihm Alzheimer diagnostiziert wurde.

## Kritiken
„Spannender, aber auch recht harter (Fernsehserien-)Krimi, der mitunter bis an die Grenzen des Erträglichen geht. - Ab 16.“